# Неизданное (альбом)
«Неи́зданное» — музыкальный сборник, составленный из сохранившихся самых ранних записей группы «Машина времени», охватывающих 1969—1976 годы. Выпущен в 1996 году.
Песня «This happened to me» первоначально входила в самый первый, ещё англоязычный магнитоальбом «Time Machines», записанный в подражание альбому «Битлз» «Клуб одиноких сердец сержанта Пеппера».
Ещё несколько песен («Летучий голландец», «Чёрно-белый цвет» и «В круге чистой воды») были первоначально включены в магнитоальбом «Летучий голландец» (известный также как «Запись для „Музыкального киоска“»).
Сборник интересен тем, что на нём представлены ранние композиторские работы двух других ведущих музыкантов группы (песни «Песня про миллионера» и «Продавец счастья» — первые композиторские работы Александра Кутикова, а «Круг чистой воды» — Евгения Маргулиса, который её же и спел — то есть это самая ранняя сольная запись Маргулиса в истории группы).
В 2004 году в составе второй антологии «Машины времени» (18 дисков) выпущено продолжение сборника «Неизданное. Том 2».

## Список композиций сборника «Неизданное»
Автор всех песен, кроме отмеченных — А. Макаревич
1. This happened to me — 2:05 — 1969
2. Последние дни — 2:06 — 1971
3. Помогите — 2:20 — 1971
4. Я сегодня один — 4:29 — 1971
5. Замок в небе — 3:13 — 1972
6. Песня про миллионера — А. Кутиков, А. Макаревич — 3:44 — 1972
7. Продавец счастья — А. Кутиков, А. Макаревич — 2:49 — 1972
8. Летучий Голландец — А. Макаревич, Б. Баркас — 6:53 — 1976
9. В круге чистой воды — 4:55 — 1976
10. Чёрно-белый цвет — 3:14 — 1976
11. Я смотрю в окно — 6:51 — 1974

### В записях участвовали
- А. Макаревич — гитара, клавишные, вокал;
- А. Кутиков — бас, вокал;
- Е. Маргулис — бас, гитара, вокал;
- С. Кавагоэ — орган, ударные

и другие музыканты, игравшие в группе «Машина времени» в 1969—1976 годах, включая:
- Игорь Мазаев — бас-гитара;
- Юрий Борзов — ударные;
- Игорь Саульский — клавишные и др.

### Дополнительный персонал
- Звукорежиссёры — А. Бармаков, А. Кутиков
- Художник — А. Гусев

## Список композиций сборника «Неизданное. Том 2»
Автор всех песен, кроме отмеченных — А. Макаревич
1. Будет день — 3:29 — 1980
2. 20 лет — 4:20 — 1980
3. Бег по кругу — 3:35 — 1982
4. В Никитском ботаническом саду — 2:15 — 1980
5. Кафе «Лира» — 3:44 — 1980
6. Право — 3:06 — 1980
7. Марионетки — 4:01 — 1975
8. Ах, что за Луна — П. Подгородецкий, А. Макаревич — 2:25 — 1980
9. Новый дом — 2:36 — 1982
10. Шахматы — 2:59 — 1984
11. Первый из первых (Певец-одиночка) — А. Зайцев — 2:34 — 1984
12. Три окна — 5:54 — 1980

### Участники записи
- Андрей Макаревич — гитара, вокал;
- Александр Кутиков — бас, вокал;
- Валерий Ефремов — ударные;
- Александр Зайцев — клавишные, вокал;
- Пётр Подгородецкий — клавишные, вокал.